# 灾难大电影
《灾难大电影》（英語：Disaster Movie），是一部2008年發行的美國恶搞喜劇片。由贾森·弗里德伯格和亚伦塞尔策担任编剧和导演，这部电影受到评论家和观众的大力抨击，并在第29届金酸莓奖获得六项提名，一些人认为这部电影是有史以来最糟糕的电影之一。

## 劇情
青年威尔（马特·兰特尔饰）从一场由許多电影情节和演藝人員串接成的噩梦中惊醒，发现这天正是梦中預告的世界末日——2008年8月29日（也就是影片的发行日）。威尔的女友艾米（凡妮莎·米尼洛饰）由於感受不到明確的愛情關係，愤而离去。为了弥补創傷，已经25岁的威尔为自己举办甜蜜16岁生日派对。这场疯狂派对演变成了一场恶搞电影情節的狂欢。突然間，人们发现城市已陷入有如世界末日般的大灾难。在混乱之中，威尔和艾米失散了。为了找回真爱，威尔偕同好友加尔文与其怀孕的女友朱妮前往博物馆解救艾米，一路上搞笑英雄「绿巨人」、「钢铁侠」等纷纷被灾难击敗，而威尔一伙儿也连续击败「欲望都市女郎」、「魔法奇缘王子」等對手......。
在公元前10,001年，一个穴居人通过一个普通的捕食者逃离，并立即进入与狼的斗争中。击败他之后，穴居人又遇到了捕食者：一个剑齿的，喝气流的艾米•怀恩豪斯，检查了她的脸谱帐户后告诉他，世界将结束于2008年8月29日（在影片的发行日期），其命运掌握在一个水晶头骨里。该片闪存到现在，第一个场景是关于意志的梦想序列。然后，他发现他的女友艾米正与托利外遇，她打破了梦想，因为他不承认自己对她的真实感受。
当天晚些时候，在威尔家里有一个“超级甜蜜十六岁“主题party，尽管他是25。嘉宾包括Juney，菲尔博士，威尔最好的朋友卡尔文，和安东齐格等等。塞特和McLover正试图从party上偷酒，卡尔文的女友丽莎要求卡尔文杀死他们，但他意思到地板不干净。那美丽的刺客表明他试图用她房间里的曲线子弹，以阻止他们，但他不小心杀死了菲尔博士，齐格和美丽的刺客在这个过程中。
然而，当房间在强烈的抖动，灯光熄灭时，party进入停止状态。在电台公告声中称有一个流星雨，说这是世界的末日。威尔，朱莉，卡尔文，和丽莎在这期间去外面，发现孟汉娜被流星碎片撞了。甚至当她被捉住，在生与死之间徘徊时，她仍是推动她的商品，直到她的假发脱落，露出了她的麦莉•赛勒斯之前，她终于死了。当这些发生的时候，一个孩子叫醒了汉考克，让他去拯救世界，只当汉考克试图从城市逃离时敲出来，但在路灯下打到了他的头。
不久后，该市开始结冰，本地集团撤退到车库的住房。他们满足那些愿意为地方争取的欲望都市的女生。然后，朱莉和凯莉布拉德肖开始了战斗，最后朱莉胜了。当她提到，灾难是全球气候变暖引起的时，威尔回答她，他的梦想也许与艾米•怀恩豪斯是相关的。丽莎说她越来越冷，但是卡尔文建议他们应该把衣服脱掉，但只有女生这样做了，并且那家伙紧紧盯着，知道朱莉的冰融化。后来，威尔有一个梦想，他承认自己爱美，他是个跳远选手，但是当她告诉他，她爱他，她逃脱了，却意外用凯斯宾王子的剑刺穿了自己。，而且凯斯宾认出他是“毁了星球大战的人”。威尔把梦告诉了大家之后，其他人责骂了他，因为他没有承认他与艾米的关系。
他们一群人离开了车库，威尔接到艾米的电话，在挂电话之前，威尔承认了他对她的感情。他决定去解救艾米，但是丽萨被一块陨石砸死了。而其他人则安慰发狂的卡尔文，这个时候魔法公主（帕克）从井中爬出，被一辆出租车撞到了，卡尔文抓住了她，然后他们两个人立刻爱上了对方。吉妮猜测她是一个公主，被一个邪恶的女巫赶了出来，但是公主解释说，她吃了很多很多改变思想的、迷惑人的药物，她现在是一个疯狂的、无家可归的人，目前生活在下水道里面。她的男友埃德温王子，为了赢得公主的爱情，向卡尔文挑战，但是龙卷风忽然出现了，埃德温王子就逃跑了。这个时候，钢铁侠、地狱男爵和绿巨人都试图对抗自然灾害龙卷风，但是所有人都被龙卷风带来的奶牛撞到了。当他们这个群体发现了一处住所之后，卡尔文接到了丽莎妈妈的电话，她告知了他们关于丽莎的死亡并且卡尔文好像爱上了另外的人。后来，他们这群人遭遇了《鼠来宝》中的动物，它们攻击他们这群人并且把吉妮吃掉了。金花鼠追逐着威尔和卡尔文，然后它们弄了一个垃圾桶的陷阱，他们一群人都掉了进去，当他们无法逃跑，窒息在里面出不来。
在他们去博物馆去救艾米的路上，艾米打电话给威尔告诉威尔自己被困在了一座雕像下面。后来他们遭遇了蝙蝠侠，蝙蝠侠通知他们，他们必须要在晚上9点之前疏散巴士，而当时的时间是下午5:30，并且提到如果他们去救艾米会非常难。了解到已经将近9点了，而事实是比他想得更接近9点，蝙蝠侠抛出了一根绳子，绳子意外地落在了车子上面，然后拖着他走。随着时间的推移，吉赛尔公主把一个赛车手杀死了，就这样，他们劫持了赛车手的马赫5，然后开车去了博物馆。然而在离开之前，他们听到有人在树干里面笑，他们朝着里面看了看，他们发现了迈克尔·杰克逊蜷缩在里面。杰克逊关闭后备箱之后，他们驱车去了博物馆，然后他们一起去拯救艾米，艾米揭露了威尔关于水晶骨头的梦，这是唯一可以结束这个世界的方法。随后威尔和艾米去往了祭坛，卡尔文和吉赛尔公主发现博物馆的门关闭了，而且所有的史前古器物都活了起来，这里面包括中国功夫熊猫，他和卡尔文打了起来。打败功夫熊猫之后，卡尔文与公主亲热了起来，卡尔文意外地拉下了公主的一部分假发，功夫熊猫拿出了一把刀，然后杀死了卡尔文和魔法公主。
与此同时，威尔和艾米遇见了一个裸体的贝武夫，他与威尔战斗。在贝武夫被击败后，威尔和艾米遇到印第安纳琼斯，他想成为威尔的父亲。印第安纳琼斯试图把水晶头骨放在祭坛上，但他有一个意外; 是威尔而不是其他，可避免出现进一步的破坏。影片以威尔和艾米正在执行表演时结束。

## 演員
- 馬特·蘭特爾 飾演 Will
- 凡妮莎·米尼洛 飾演 Amy
- Gary "G Thang" Johnson 飾演 Calvin
- Crista Flanagan飾演 Juney / Hannah Montana
- Jack Cortes 飾演 Ian Willis
- 妮可·帕克 飾演 Enchanted Princess / Amy Winehouse / Jessica Simpson
- 金·卡戴珊 飾演 Lisa Taylor
- 艾克·拜瑞豪茲 飾演 The Policeman / Wolf / Anton Chigurh / Hellboy / Batman / Alex "Alexander" (Beowulf) / Prince Caspian
- 卡门·伊莱克特拉 飾演 The Beautiful Assassin
- Tony Cox 飾演 Indiana Jones
- Tad Hilgenbrink 飾演 Prince Edwin
- Nick Steele 飾演 Underwear Model
- Jason Boegh 飾演 Carrie Bradshaw
- John Di Domenico 飾演 Dr. Phil / The Guru Shitka
- Abe Spigner 飾演 Flavor Flav
- Christopher Johnson 飾演 Michael Jackson
- Jared S. Eddo 飾演 Speed Racer
- Yoshio Iizuka 飾演 Kung Fu Panda
- Jonas Neal 飾演 J.T.
- Jacob Tolano Wood 飾演 Dr. Bruce Banner
- Roland Kickinger 飾演 The Incredible Hulk
- Walter Harris 飾演 John Hancock
- Gerrard Fachinni 飾演 Iron Man
- Johnny Rock 飾演 Male Princess (Enchanted Princess' dance double)
- Devin Crittenden 飾演 Paulie Bleeker
- Noah Harpster 飾演 Seth
- Austin Michael Scott 飾演 McLover

## 发布

### 评论
对这部影片的评论普遍具有负面性；烂番茄网站把这部影片列为100部最差影片的第22位。Metacritic给这部电影的打分是15%，基于12评论。它被列入Empire的50部最坏的电影，电影有史以来66部最差的电影和MRQE的 50部最糟糕的电影(它拥有17分,得分最低的在网站上) 。灾难大电影首映后几天就成为了IMDb 100部评价最低的电影中的最低一部。
卫报的詹森·所罗门写到“没有什么可以传达灾难电影的严峻性，这部电影将成为有史以来最糟糕的一部电影。”沃特敦每日时报的亚当托拜认为，“我只是不明白为什么有人竟然还感觉不到《灾难大电影》是有史以来最糟糕的一部电影”，他进一步补充说，电影的标题非常恰当，因为电影本身就是“一个灾难”《泰晤士报》评论这部电影是2008年最糟糕的电影。
发布在烂番茄网站上面唯一积极的评论来自墨尔本时代报的吉姆·斯肯布里。斯肯布里称这部电影是“愚蠢的，但是同时也不可否认是有趣的，在很多方面都可以体现出来”，这部电影被授予5颗星星中的3颗。
最积极的主要评论者，列在Metacritic或者烂番茄网站上面的是娱乐周报的欧文·葛雷博曼，他给了这部影片一个C+的分数并且评论到：“这部电影残忍地表达了朱诺的自鸣得意，她说着一些官话，而且非常有趣的是汉娜·蒙塔娜临死之前还在搞什么促销产品活动”葛雷博曼之前也发布过一次积极的评论。

### 票房绩效
国内首次公演，《灾难大电影》首映获得的票房收入是$2,023,130，三个周末的收入是$5,836,973，四个周末的收入是$6,945,535（包括劳动节）。周末的排名是第7名。达拉斯晨报预测电影周末的收入要跌落1700万美元。影片没有之前发布的那么成功。在一项2000万美元的预算上，国内总收入为$14,190,901，海外票房为$17,492,474，全球总票房为$31,683,375，少于《这不是斯巴达》总收入的一半。

## 家庭媒体
DVD和蓝光光碟发布于2009年1月6日。它们都包含一个未分级的“灾难性的”版本和一个剧场版本，两个都有相同的附加设备。大约有410934张DVD被出售了，带来了8447690美元的收入（2009年10月更新）。

## 获奖
2009年1月21号，电影获得第29届金酸梅奖的六项提名：最差影片提名，最差女配角（厄勒克特拉），最差女主角（卡戴珊），最差导演，最差编剧和最差前篇，重拍，或者续集。卡戴珊在她的博客上承认了她的提名，她发表评论说“这只是一项被提名的荣誉罢了！”